# Lee Hyun
Lee Hyun (nascido em 8 de novembro de 1983), é um cantor sul-coreano. Ele debutou em 2007 como membro do grupo co-ed 8Eight, que se desfez 2014. Ele também foi membro da dupla Homme de 2010 a 2018. Lee atualmente assinou com a Big Hit Music como um artista solo. Ele introduziu seu alter ego Midnatt em Março de 2023, através do lançamento do single "Masquerade".

## Careira

### 2007–2014: 8Eight
Lee se juntou a Big Hit Entertainment como um trainee em 2005 e assinou com a empresa em 2007. Nesse mesmo ano, ele debutou como parte do grupo co-ed 8Eight, junto a Baek Chan e Joo Hee. O grupo lançou três álbuns de estudio entre 2007 e 2009, e dois extended plays em 2010 e 2011. Em 21 de Dezembro de 2014 a Big Hit anunciou que os contratos de Baek e Joo haviam expirado e outras atividades promocionais do grupo foram suspensas. A gravadora afirmou que os integrantes continuaram amigos e não descartou a possibilidade de eles se reunirem no futuro. Durante seus sete anos na indústria, 8Eight se tornou um dos principais grupos vocais da Coreia e dominou a cena coffee house.[carece de fontes?]
Em 31 de janeiro de 2021 a Big Hit anunciou que o 8Eight faria um retorno em fevereiro com um novo single comemorativo composto por "Hitman" Bang e Wonderkid para o 10º aniversário de "Without A Heart". Em 6 de fevereiro, Lee carregou uma nova foto do 8Eight em sua conta do Twitter, anunciando o lançamento. A música foi lançada em 7 de fevereiro e marcou a primeira vez que o grupo cantou junto em seis anos desde a separação não oficial.

### 2009–presente: Atividades solo
Lee lançou seu primeiro single como artista solo, "30분전" ("30 Minutes Ago"), em 8 de setembro de 2009, em formato digital e physical. Um dueto com a cantora Lim Jeong-hee, escrito por Bang Si-hyuk como a parte final de sua trilogia de músicas Goodbye que incluía Baek Ji-young's "총 맞은 것처럼" ("How to Get Hit by a Bullet") e 8Eight's "심장이 없어" ("Whitout a Heart"). Acompanhado de videoclipe estralado pela atriz Sunwoo Sun, foi lançado junto ao single sem nenhuma restrição de copyright para incentivar os espectadores a compartilhá-lo livremente. Lee fez a estreia de "30 Minutes Ago" no Music Bank em 11 de setembro. Ele também participou da trilha sonora original para a série de televisão Invincible Lee Pyung Kang da KBS2, contribuindo com o single "숨이 막혀" ("I Can't Breathe"), lançado em 2 de novembro. Em 2010, Lee gravou a música "왜 나를 울려요" ("You Make Me Cry") para a trilha sonora da série Big Thing da SBS; sendo lançada em 27 de outubro. O seu album solo de debut The Healing Echo foi lançado dois anos depois.
Em 2019, Lee contribuiu com o single "You Are Here" para a trilha sonora de BTS World: Original Soundtrack; a trilha sonora foi lançada globalmente em 28 de junho. Lee renovou seu contrato com a Big Hit em março de 2021 e criou um canal no YouTube em celebração do seu 14º aniversário com a compania no mesmo mês. Ele participou na trilha sonora da segunda temporada de Love (ft. Marriage and Divorce), contribuindo com a balada "Deep Sadness", que foi lançada como 5º single da trilha sonora em 26 de junho. No mês seguinte, Lee lançou seu primeiro desde a renovação de seu contrato, "Moon in the Ocean".
Lee introduziu seu alter ego Midnatt em maio de 2023 com o lançamento do single digital "Masquerade" atravéz da subsidiária de tecnologia de mídia da Big Hit e da Hybe Corporation Hybe IM. Como Midnatt, Lee é o primeiro artista a debutar como parte do "Project L" da Hybe Corp's, um projeto de música utilizando AI voice synthesis—a empresa adquiriu tecnologia de design de voz criada pela startup de IA de som Supertone em 2021—e tecnologias de extended reality para produção musical e de conteúdo visual. Uma música synthwave comparando as emoções conflitantes de Lee a um relacionamento amoroso, seus vocais coreanos foram traduzidos para inglês, espanhol, chinês, japonês e vietnamita via IA, permitindo o lançamento simultâneo de versões multilíngues da música junto com o original; a voz feminina apresentada na música também foi derivada dos vocais de Lee.

### 2010–2018: Homme
Em 2010, Lee passou a fazer parte da dupla Homme com Changmin do 2AM. Eles lançaram o single "I Was Able To Eat Well" featuring Lee Chae-young. Mais tarde, Changmin assinou um contrato exclusivo com a Big Hit em 2015. Após seu vencimento no final de janeiro de 2018, Big Hit anunciou em 1º de fevereiro que Changmin havia optado por deixar a empresa e abrir sua própria agência; Lee permaneceu na gravadora como solista.

## Vida pessoal
Lee se alistou no exército sul-coreano em 8 de outubro de 2012, a fim de realizar seu mandatory military service. Ele recebeu cinco semanas de treinamento básico antes de servir como soldado na ativa por 21 meses.. Enquanto estava alistado, Lee co-estrelou o musical militar The Promise, coproduzido pelo Ministry of National Defense e a Associação de Teatro Musical da Coreia em comemoração do 60º aniversário da Korean War armistice. O musical foi exibido de 9 a 20 de janeiro de 2013, no National Theater of Korea com atores co-estrelados: Ji Hyun-woo, Kim Mu-yeol, e Jung Tae-woo, e os cantores Leeteuk do Super Junior e Yoon Hak da Supernova.

## Discografia

### Álbund de estudio
| Título           | Detalhes do álbum | Posiçoes nos charts | Vendas       |
| Título           | Detalhes do álbum | KOR                 | Vendas       |
| ---------------- | --- | ------------------- | ------------ |
| The Healing Echo | - Lançamento: 2 de janeiro de 2012 - Gravadora: Big Hit Entertainment - Formatos: CD, digital download Track listing 1. Because You Are You (너니까) 2. Because of a Woman Like You (너란 여자 때문에) 3. It's Impossible (불가능해) 4. You Are the Right Girl (넌 나에게 꼭 맞춤) 5. I Can't Forget You (못 잊어) 6. Although You Said So (다며) [acoustic mix] 7. 30 Minutes Ago (30분전) 8. You Are the Best of My Life (내꺼중에 최고) 9. We Can't Love Each Other (우린 사랑해선 안됩니다) (feat. Joo Hee of 8eight) | 24                  | - KOR: 1,267 |

### Extended plays
| Título                                      | Detalhes do EP | Posições nos charts | Vendas |
| Título                                      | Detalhes do EP | KOR                 | Vendas |
| ------------------------------------------- | --- | ------------------- | ------ |
| 내꺼중에 최고 (You Are the Best of My Life) | - Lançamento: 15 de fevereiro de 2011 - Gravadora: Big Hit Entertainment - Formatos: CD, digital download Track listing 1. You Are the Best of My Life (내꺼중에 최고) 2. Slander (악담) 3. Heartbeat (feat. Song Hee-ran) 4. Bad Girl (feat. Glam & BTS) 5. You Make Me Cry (왜 나를 울려요) | —                   | —      |
| "—" denotes release did not chart.          | |                     |        |

### Singles
| Título | Ano                    | Posições nos charts    | Vendas                 | Álbum                                       |
| Título | Ano                    | KOR                    | Vendas                 | Álbum                                       |
| Como artista principal | Como artista principal | Como artista principal | Como artista principal | Como artista principal                      |
| --- | ---------------------- | ---------------------- | ---------------------- | ------------------------------------------- |
| "30 Minutes Ago" (30분전) feat. Lim Jeong-hee | 2009                   | No data*               | No data*               | 30 Minutes Ago single album                 |
| "Slander" (악담) | 2011                   | 27                     | No data*               | 내꺼중에 최고 (You Are the Best of My Life) |
| "내꺼중에 최고 (You Are the Best of My Life)" | 2011                   | 3                      | - KOR: 932,800         | 내꺼중에 최고 (You Are the Best of My Life) |
| "Although You Said So" (다며) feat. Mighty Mouth | 2011                   | 11                     | - KOR: 822,589         | Non-album single                            |
| "Because You Are You" (너니까) | 2012                   | 5                      | - KOR: 832,401         | The Healing Echo                            |
| "Senseless Me" (촌스러워서) | 2012                   | 20                     | - KOR: 243,455         | Non-album singles                           |
| "Your Lips" (입술자국) | 2017                   | —                      | —                      | Non-album singles                           |
| "Will There Be a Next?" (다음이 있을까) | 2018                   | —                      | —                      | Non-album singles                           |
| "Moon in the Ocean" (바닷속의 달) | 2021                   | —                      | —                      | Non-album singles                           |
| Colaborações |                        |                        |                        |                                             |
| "Burn" (타버려) with Jeong U | 2010                   | 80                     | No data*               | Non-album singles                           |
| "Heal" with Han Go-eun | 2010                   | —                      | No data*               | Non-album singles                           |
| "After Losing You" (널 잃고 보니) with Kan Mi-youn | 2012                   | 62                     | No data*               | Non-album singles                           |
| "At the End of the Winter" (겨울 끝에서) with Jang Hee-young                                                                                           | 2015                   | 72                     |                        | Non-album singles                           |
| "It's Raining" (비가 내려와) with Zia | 2015                   | 42                     |                        | Non-album singles                           |
| "Pretty Bae" (예쁜사람) with Park Bo-ram | 2015                   | 53                     |                        | Non-album singles                           |
| Aparições em trilha sonora |                        |                        |                        |                                             |
| "I Can't Breathe" (숨이 막혀) | 2009                   | No data*               | No data*               | Invincible Lee Pyung Kang OST               |
| "You Make Me Cry" (왜 나를 울려요) | 2010                   | 66                     | No data*               | Big Thing OST                               |
| "Best Love" (최고의 사랑) | 2012                   | 50                     |                        | Fashion King OST                            |
| "My Heartache" (가슴이 시린 게) | 2012                   | 4                      |                        | A Gentleman's Dignity OST                   |
| "Engraved in My Heart" (가슴에 새겨져) | 2012                   | 48                     |                        | The King of Dramas OST                      |
| "Though It Hurts, It's Okay" (아파도 괜찮아) | 2014                   | 91                     |                        | Birth of a Beauty OST                       |
| "Close My Eyes" (눈을 감아도) | 2016                   | —                      |                        | Come Back Mister OST                        |
| "You Are Love" (그대 사랑) | 2016                   | —                      |                        | Blow Breeze OST                             |
| "Because It's You" (그대라서) | 2016                   | —                      |                        | Dr. Romantic OST                            |
| "You Are Here" | 2019                   | No data*               | No data*               | BTS World: Original Soundtrack OST          |
| "Somebody" | 2019                   | No data*               | No data*               | Joseon Survival Period OST                  |
| "Deep Sadness" (깊은 슬픔) | 2021                   | —                      |                        | Love (ft. Marriage and Divorce) 2 OST       |
| "—" indica que o lançamento não charteou. * O Gaon Digital Chart foi lançado em 2010. Os dados de vendas não estão disponíveis antes de março de 2011. |                        |                        |                        |                                             |

## Filmografia

### Programas de televisão
| Ano            | Título                        | Papel       | Notas                                        | Ref.   |
| -------------- | ----------------------------- | ----------- | -------------------------------------------- | ------ |
| 2010–2011      | Let's Go! Dream Team Season 2 | Concorrente |                                              |        |
| 2015 2018–2019 | The King of Mask Singer       | Concorrente | Episodes 31–32 and 179–180, 188 como "Eagle" | [ 32 ] |
| 2023           | R U Next?                     | Treinador   |                                              | [ 33 ] |

### Programas na web
| Ano  | Título             | Papel        | Ref.   |
| ---- | ------------------ | ------------ | ------ |
| 2021 | Muziekwang Company | Apresentador | [ 34 ] |

## Cinema
| Ano  | Título     | Título   | Papel         | Local                            | Ref.   |
| Ano  | Inglês     | Coreano  | Papel         | Local                            | Ref.   |
| ---- | ---------- | -------- | ------------- | -------------------------------- | ------ |
| 2023 | Dream High | 드림하이 | Kang Oh-hyeok | BBCH Hall of Gwanglim Art Center | [ 35 ] |

## Prêmios
| Ano  | Órgão Premiador         | Categoria                   | Trabalho                      | Resultado |
| ---- | ----------------------- | --------------------------- | ----------------------------- | --------- |
| 2011 | Mnet Asian Music Awards | Best Vocal Solo Performance | "You are the Best of My Life" | Indicado  |